# Belmonte del Sannio
Belmonte del Sannio là một đô thị ở tỉnh Isernia trong vùng Molise, có cự ly khoảng 35 km về phía tây bắc của Campobasso và khoảng 30 km về phía đông bắc của Isernia. Tại thời điểm ngày 31 tháng 12 năm 2004, đô thị này có dân số 887 và diện tích là 20,2 km².
Belmonte del Sannio giáp các đô thị: Agnone, Castiglione Messer Marino, Schiavi di Abruzzo.